# Navia (Tây Ban Nha)
Navia là một đô thị trong cộng đồng tự trị của Công quốc Asturias, Tây Ban Nha.

## Giáo khu
- Andés
- Anleo
- Navia
- Piñera
- Polavieja
- Puerto de Vega
- Villanueva
- Villapedre